# Човка Віктор Вікторович
Віктор Вікторович Човка (8 травня 1990, Ужгород) — український журналіст ромського походження, телеведучий телепередачі ― «Романо Лав» («Ромське Слово»), директор Інформаційно-аналітичного агентства «RomaUA», громадський діяч, випускник Ромського освітнього фонду.

## Біографія
Віктор Човка народився у родині ромів у місті Ужгороді. У 2012 році він отримав ступінь бакалавра в Ужгородському національному університеті, а наступного року – ступінь спеціаліста. Після закінчення університету Віктор продовжив навчання в Центрально-Європейському університеті за спеціальною програмою для ромів Roma Access Programs ― Roma English Language Program. У 2016 році він заснував та очолив громадську організацію «Патів» («Гідність»), головною метою якої є навчання майбутніх ромських журналістів.
У 2016-2018 роках Віктор працював журналістом та телеведучим на єдиній, на той момент, ромській телепередачі в Україні «Романо Джівіпен» («Ромське життя»), яка виходила в рамках діяльності державної телерадіокомпанії Суспільне Ужгород. А у 2019 році створив власний телевізійний проєкт «Романо Лав», («Ромське Слово») на телеканалі «TV 21 Ungvar-Ужгород». Крім того, Віктор є автором та засновником інформаційно-аналітичного агентства «RomaUA», яке висвітлює новини про життя ромів в Україні.